# Rikke Hørlykke
Rikke Hørlykke Bruun Jørgensen (2 de maio de 1976) é uma handebolista profissional dinamarquesa, campeã olímpica, atuava como goleira.
Rikke Hørlykke fez parte do elenco medalha de ouro, de Atenas 2004.